# Второй средний вес в боксе
Второй средний вес (англ. Super middleweight) — весовая категория в профессиональном боксе между полутяжёлой и средней весовыми категориями. Предел веса для дивизиона составляет 168 фунтов (76,203 кг).

## Действующие чемпионы мира
| Организация | Дата завоевания титула | Чемпион        | Рекорд         | Защиты титула |
| ----------- | ---------------------- | -------------- | -------------- | ------------- |
| WBA         | 19 декабря 2020        | Сауль Альварес | 63-2-2 (39 KO) | 9             |
| WBC         | 19 декабря 2020        | Сауль Альварес | 63-2-2 (39 KO) | 9             |
| IBF         | 3 мая 2025             | Сауль Альварес | 63-2-2 (39 KO) | 0             |
| WBO         | 8 мая 2021             | Сауль Альварес | 63-2-2 (39 KO) | 7             |